# Кимсусанський меморіальний палац
Кимсусанський меморіальний палац (кор. 금수산 기념 궁전), Кимсусанський палац Сонця — мавзолей-усипальниця Кім Ір Сена та Кім Чен Іра, розташований на північному сході Пхеньяна. 

## Історія
За життя Кім Ір Сена там містилася його резиденція. Після його смерті за наказом Кім Чен Іра будівлю було переобладнано в мавзолей Кім Ір Сена. Тіло Кім Ір Сена лежить у відкритому саркофазі. 
29 грудня 2011 в мавзолей поміщено тіло Кім Чен Іра.
16 лютого 2012 на честь 70-річчя з дня народження Кім Чен Іра перейменований в Кимсусанський палац Сонця. 

## Сучасний стан
Допуск в мавзолей іноземців здійснюється тільки в ході туристичних поїздок. Заборонено фотографувати тіла померлих правителів КНДР, голосно розмовляти. Встановлений дрес-код передбачає наявність гідного одягу з неяскравим забарвленням.
У грудні 2012 до першої річниці смерті Кім Чен Іра по спеціально збудованій залізниці в мавзолей привезли його яхту. Яхта була доставлена з міста Вонсан на сході країни в західне портове місто Нампхо, звідти судно перевезли до Пхеньяна. Спеціально для доставки яхти від портового міста до столиці була прокладена залізниця. Крім того, частину стіни самого мавзолею знесли, щоб помістити яхту всередину.

## Галерея

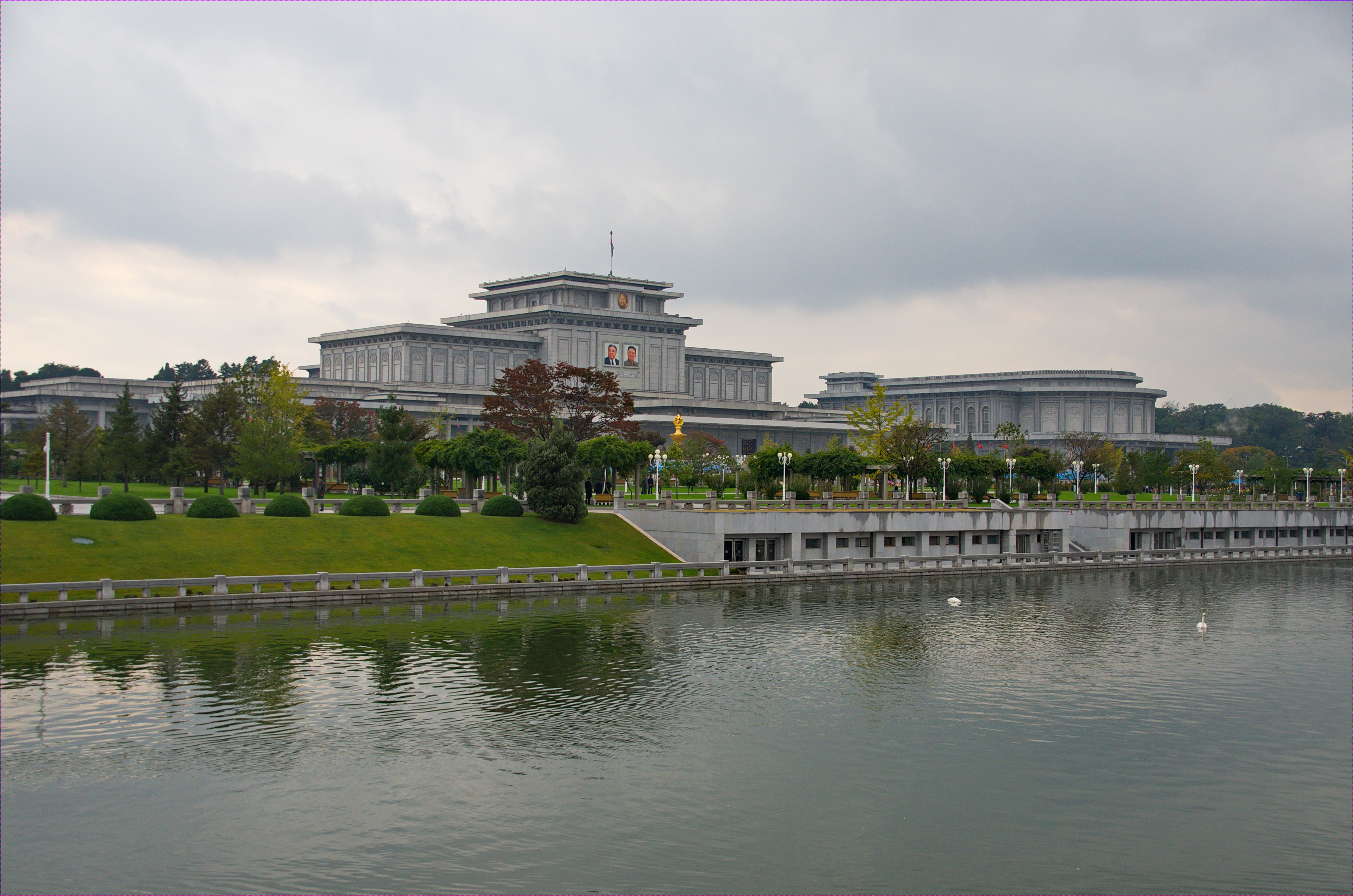
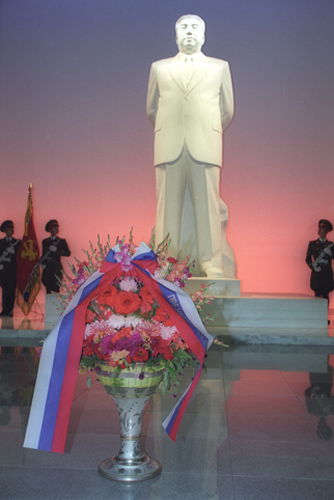
A white marble statue of Kim Il Sung inside the Kumsusan Palace of the Sun. It has since been replaced by giant wax likenesses of the two leaders
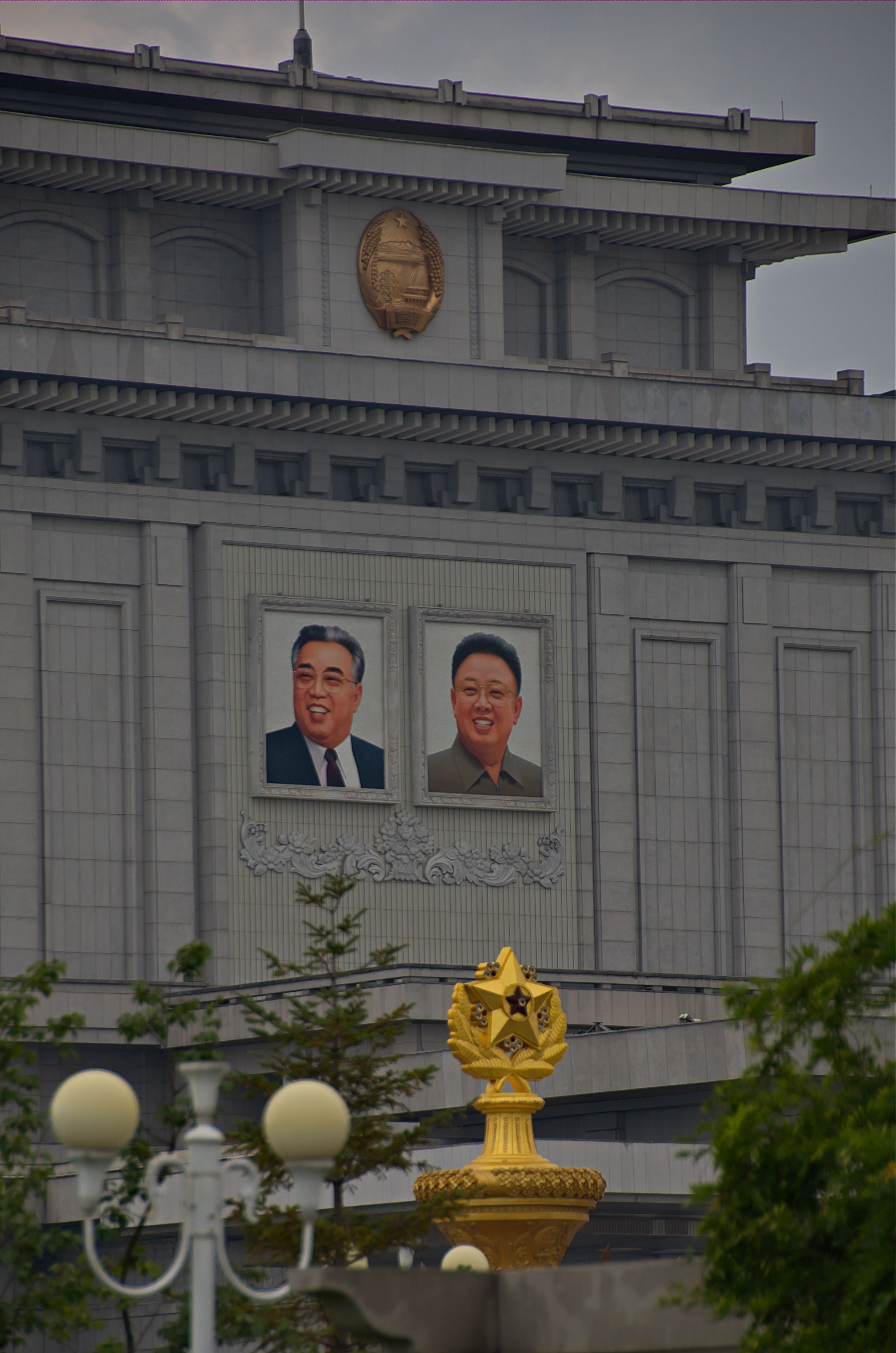
The portraits of the two leaders seen outside the palace
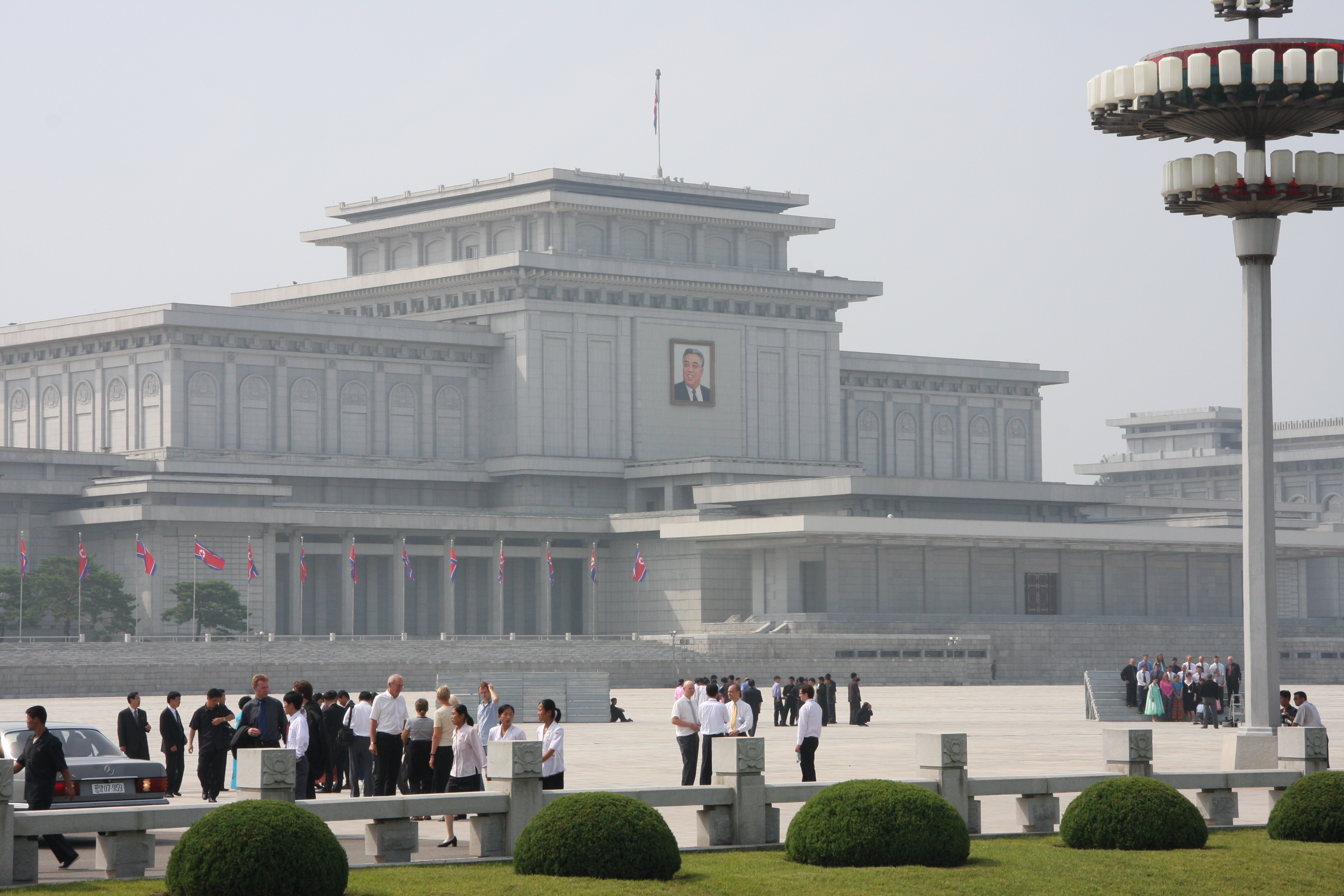

## Дивись також
- Монумент ідеям Чучхе

| Прапор КНДР | Це незавершена стаття про Північну Корею. Ви можете допомогти проєкту, виправивши або дописавши її. |